# Гийом де Водонкур, Фредерик Франсуа
Фредерик Франсуа Гийом де Водонкур (фр. Frédéric François Guillaume de Vaudoncourt) (1772—1845) — генерал Наполеоновской армии и французский военный писатель.

## Биография
Родился в Вене 24 сентября 1772 года в семье французского дипломата при австрийском дворе. Образование получил в Берлине.
Прибыв во Францию в 1782 году для продолжения образования, он впоследствии поступил на службу в военное министерство, а в 1791 году стал в ряды батальона волонтёров департамента Мозель. Назначенный в 1793 году командиром этого батальона, Водонкур овладел городом Гомбургом и укреплёнными позициями у Карлсберга и Ландстуля. В сражении при Пирмасенсе, 14 сентября 1793 года, Водонкур получил шесть ран и был взят в плен, в котором пробыл до 1795 года.
Получив свободу, Водонкур отправился в Италию в армию Бонапарта и в 1800 году был уже полковником и командующим Цизальпинской артиллерией. Кампанию 1805 года он провёл под командованием Массены и отличился в сражениях при Бренте и Тальяменто.
В 1809 году Водонкур состоял в армии принца Евгения Богарне и, назначенный комендантом Рааба, успешно защищал этот город от эрцгерцога Иоганна и получил чин бригадного генерала и титул барона Итальянского королевства.
Сопровождая вице-короля Евгения во время похода в Россию, он при отступлении к Вильне попал в плен.
Вернувшись во Францию в 1814 году, Водонкур поступил на службу к Бурбонам, однако во время Ста дней перешёл на сторону Наполеона и получил звание дивизионного генерала и инспектора Эльзасской гвардии. В сражении при Меце оказал упорное сопротивление союзной армии, за что был заочно приговорён Людовиком XVIII к смертной казни.
В 1816 году Водонкур поселился в Мюнхене, где и прожил четыре года при принце Евгении.
Неаполитанская революция 1820 года дала ему надежду объединить Италию в одно королевство под скипетром принца Евгения. Он хотел склонить на свою сторону русский и пьемонтский дворы. В Турине Водонкур принял начальство над сардинской армией, но неудачное сражение одного из пьемонтских генералов при Новаре заставило Водонкура отказаться от своего предприятия, и ему пришлось бежать в Англию.
В 1825 году, благодаря амнистии, Водонкур вернулся в Париж. В дни июльской революции руководил восставшими в кварталах Тюильри и Лувра.
Скончался 2 мая 1845 года в Пасси около Парижа.